# 東アナトリア地方

東アナトリア地方の位置

東アナトリア地方（ひがしアナトリアちほう、トルコ語: Doğu Anadolu Bölgesi）は、トルコ東部の地方。1941年の最初のトルコの地理学会議で決定された。平均高度がトルコで最も高く、広い面積でありながら人口は少ない。
東アナトリア地方はトルコのアナトリア半島の東部にある。北に黒海地方、西に中央アナトリア地方、地中海地方、南に南東アナトリア地方、イラク、東にイラン、ナヒチェヴァン自治共和国、アルメニアと接している。面積は171,061 km²であり、トルコの面積の21%を占めている。

## 県

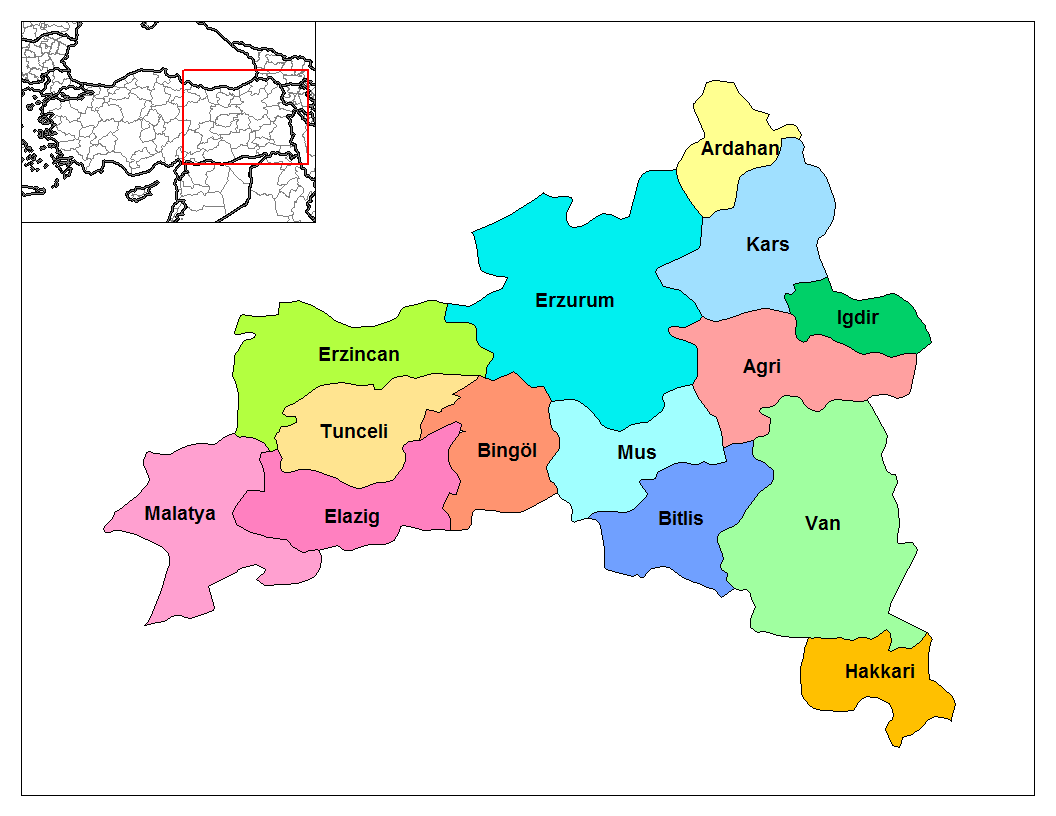
東アナトリア地方の県

- アール県
- アルダハン県
- ビンギョル県
- ビトリス県
- エラズー県
- エルズィンジャン県
- エルズルム県
- ハッキャリ県
- ウードゥル県
- カルス県
- マラティア県
- ムシュ県
- トゥンジェリ県
- ヴァン県

## 人口
総人口はおおよそ610万人。都市人口が低めで、田舎にも多くの人が住んでいる。移住者が多く、トルコでは最も人口密度が低い（35人/km²）地域である。

## 地理
平均高度は2200mであり、県内の多くは山地である。地形には平地、高地、多くの山と大山塊が見られる。今日も造山運動が行われている。山塊には南北に三本走っている。また、ノアの箱舟が流れ着いたという火山アララト山は有名。

## 気候
この地方は海から遠く、海抜の高い地域であるため、季節は長い冬と短い夏になっている。冬には、雪が降り、夏は高地では涼しく、平野部では暑くなる。冬にはトルコ最低の平均気温である-25℃に達することもあり、夏の平均気温は20℃になる。例年の気温差はトルコ随一である。地域の一部は小気候をもっており、ウーディルのアララト山付近ではとても湿った気候になっている。トルコの森林地域の11%を占めており、楢や松の木で構成される。固有種も多い。
この県では活発に水力発電を行っている。

## その他
古代はアルメニア王国に支配されていた時期があり、アルメニア人の霊峰であるアララト山を含んでいるために、アルメニア人の精神的な故郷である。現在もこの地域に領土の主張をするアルメニア人もいる。